# Gaius Valerius (Toreut)
Gaius Valerius, möglicherweise Gaius Valerius Anemption, (* in Colonia Augusta Gemella Tuccitana; † in Corduba) war ein antiker römischer Toreut (Metallbearbeiter) beziehungsweise Ziseleur, der wahrscheinlich im 2. Jahrhundert tätig war.
Gaius Valerius ist heute nur noch durch eine Inschrift belegt. Dieses heute nicht mehr erhaltene, aber durch mehrere Handschriften überlieferte Epitaph wurde ihm von seinem Lehrmeister Gaius Valerius Zephyrus gesetzt. In der Inschrift wird Gaius Valerius Zephyrus als Meister des alumnus Gaius Valerius genannt, Gaius Valerius selbst als caelator anaglyptarius, also als Ziseleur, der Reliefs fertigte, bezeichnet. In der ersten Auflage des Corpus Inscriptionum Latinarum wurde sein Name in der Inschrift fälschlicherweise zu Gaius Valerius Diophanes ergänzt. Auch die vorgeschlagene Ergänzung des Cognomen Anemption ist nicht gesichert. Die (ergänzte) Inschrift lautet: